# Recopa Sudamericana 2005
La Recopa Sudamericana 2005 è stata la tredicesima edizione della Recopa Sudamericana; in questa occasione a contendersi la coppa furono il vincitore della Coppa Libertadores 2004 e il vincitore della Copa Sudamericana 2004.

## Tabellino

### Andata
| Arbitro: | Carlos Chandía |

| |            | |
| Battaglia 3’ Cardozo 8’ González 18’ (aut.) | Marcatori  | 41’ Casierra |
| · Roberto Abbondanzieri 1 · 68’ Hugo Ibarra 4 · Rolando Schiavi 2 · Daniel Díaz 6 · Juan Krupoviesa 3 · Sebastián Battaglia 8 · Fernando Gago 5 · 78’ Neri Cardozo 19 · 74’ Federico Insúa 10 · 82’ Rodrigo Palacio 14 · Daniel Bilos 9 · 74’ Fabián Vargas 11 · 78’ Diego Cagna 20 · 82’ Guillermo Barros Schelotto 7 | Formazioni | · 1 Julián Mesa · 15 Wilmer Díaz · 13 Edgar Cataño 85’ · 21 Juan Diego González · 19 Mauricio Casierra 28’ · 23 Andrés Casañas 23’ · 14 Diego Arango · 3 Leonel Vielma · 16 Elkin Soto · 10 Gamadiel García 32’ 46’ · 20 Edison Chará 68’ 74’ · 8 Arnulfo Valentierra 23’ · 9 Ismael Espiga 46’ · 17 Dayro Moreno 74’ |
| Alfio Basile | Allenatori | Carlos Valencia |

### Ritorno
| Arbitro: | Jorge Larrionda |

| |            | |
| Chará 8’ Valentierra 76’ | Marcatori  | 60’ Schiavi |
| · Rolando Ramírez 12 · Wílmer Díaz 15 · Edgar Cataño 13 · Juan Diego González 21 · 64’ Mauricio Casierra 19 · 72’ Andrés Casañas 23 · Rubén Darío Velásquez 5 · Elkin Soto 16 · Arnulfo Valentierra 8 · 58’ Ismael Espiga 20 · 43’ Edison Chará 10 · 58’ Dayro Moreno 8 · 64’ Cristian Ruiz 9 | Formazioni | · 1 Roberto Abbondanzieri · 4 Hugo Ibarra · 2 Rolando Schiavi · 6 Daniel Díaz · 3 Juan Krupoviesa · 8 Sebastián Battaglia · 5 Fernando Gago · 19 Neri Cardozo 82’ · 11 Fabián Vargas 46’ · 16 Marcelo Delgado 79’ · 9 Daniel Bilos · 10 Federico Insúa 46’ · 14 Rodrigo Palacio 79’ · 20 Diego Cagna 82’ |
| Juan Carlos Bedoya | Allenatori | Alfio Basile |

Boca Juniors batte Once Caldas con il risultato complessivo di 4-3.